# द
Cette page contient des caractères spéciaux ou non latins. S’ils s’affichent mal (▯, ?, etc.), consultez la page d’aide Unicode.
द, appelé da et transcrit d, est une consonne de l’alphasyllabaire devanagari.

## Représentations informatiques
Ses Unicode sont :
| formes | représentations | chaînes de caractères | points de code | descriptions                                    |
| ------ | --------------- | --------------------- | -------------- | ----------------------------------------------- |
| pleine | द               | द                     | U+0926         | lettre devanagari da                            |
| morte  | द्               | द◌्                    | U+0926 U+094D  | lettre devanagari da, symbole devanagari virama |